# Iglesia de San José (Riga)
La Iglesia de San José (en letón: Svētā Jāzepa Romas katoļu baznīca) es un templo católico en Riga, capital de Letonia. Fue construido entre 1986 y 1992.
Su dirección es 12/14 calle Embute. Está consagrada a San José esposo de la Virgen María. A principios del siglo XX existía en el mismo lugar una iglesia de madera.